# Pacecco de Rosa

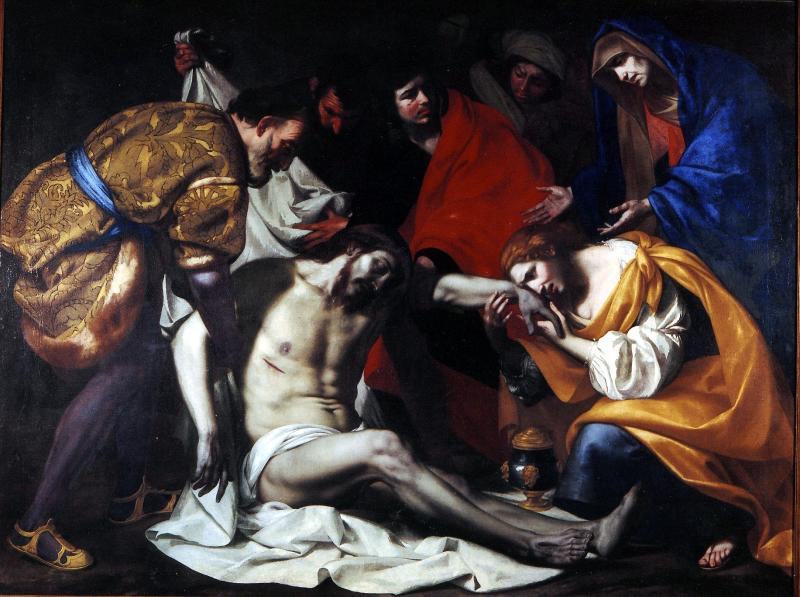
Deposición, Museo di San Martino, Nápoles

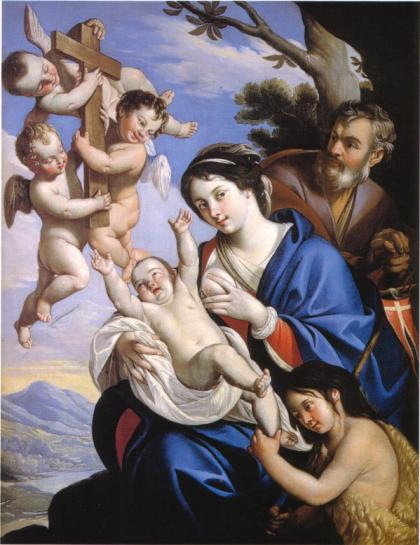
Sagrada Familia con San Juanito y ángeles portando la cruz de la Pasión, Colección particular

Giovanni Francesco de Rosa, conocido como Pacecco de Rosa (Nápoles, 17 de diciembre de 1607 - Nápoles, 1656), fue un pintor italiano activo en Nápoles durante el Barroco, muy cercano al círculo filoespañol de artistas que rodeó a José de Ribera, el Spagnoletto.

## Biografía
Hijo de un pintor napolitano, Tommaso de Rosa, del cual casi nada se sabe, quedó huérfano pronto, casándose su madre en segundas nupcias con Filippo Vitale, también pintor, que enseñó a su ahijado los rudimentos del oficio.
No conocemos con certeza datos de su juventud. Su primera obra documentada San Nicolás de Bari y el niño Basilio, data de 1636, y ya le muestra como un artista maduro, influido por Domenichino, que había residido en Nápoles en 1631. La estancia de Artemisia Gentileschi en la ciudad (1627) también parece haber sido importante para el arte de Pacecco. Sus ricos colores y su talento en el uso de la luz parecen indicarlo así.
Sin embargo, todavía existe confusión a la hora de adjudicar autoría a muchas obras de Pacecco. El hecho de que trabajara conjuntamente en diversos encargos con su suegro Vitale dificulta la tarea. De Rosa estuvo a sueldo en su taller hasta la muerte del padrastro en 1650. No obstante, parece que el alumno sobrepasó al maestro y llegó a influir en sus últimas obras de manera notable. Pacecco modificó la estaticidad típica de las obras de Filippo Vitale y suavizó las los contornos de las figuras, dulcificando la dureza del maestro.
Parece que su primera fase artística está cercana a los principios caravaggescos del claroscuro, probablemente por influencia de Ribera, para después enriquecer su paleta con colores más brillantes y variados. A partir de 1630 su principal fuente de inspiración será la obra de su colega Massimo Stanzione.
La década de 1650 es la de plenitud como artista. Sin embargo, el hecho de mantener un activo taller con numerosos ayudantes repercutirá en la calidad de su trabajo, que se industrializará en exceso. No obstante, datan de esta época de madurez algunos de los más ambiciosos encargos públicos, que ejecutó con brillantez.
Aunque no consta evidencia documental, parece que De Rosa pereció junto con su familia en la espantosa epidemia de peste que asoló Nápoles en 1656.
Alumno suyo fue Filippo Donzelli. Su hermana Grazia contrajo matrimonio con otro pintor valenciano establecido en la capital napolitana, Juan Dò (Giovanni Do para los italianos). 

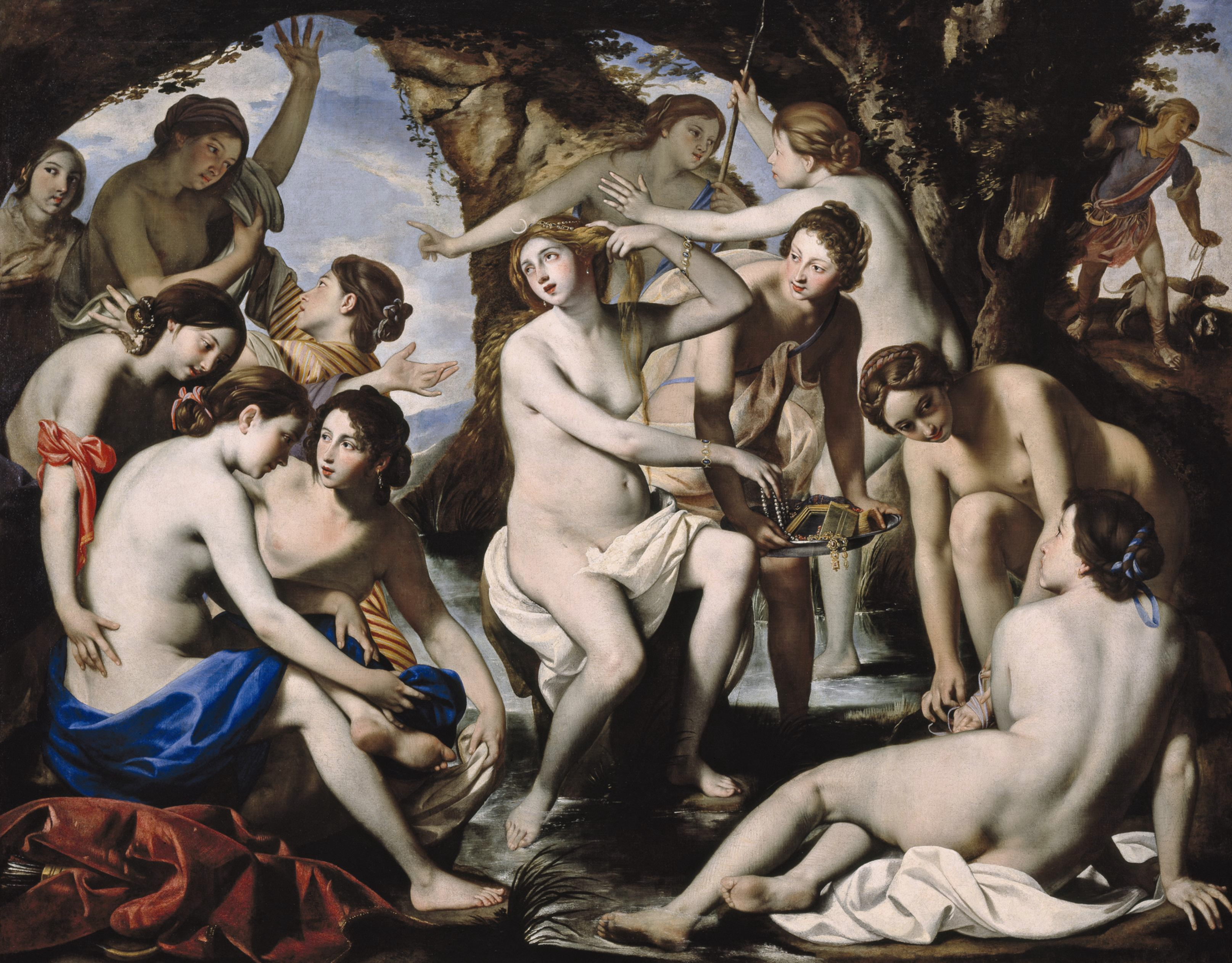
Diana en el baño, Museo di Capodimonte, Nápoles

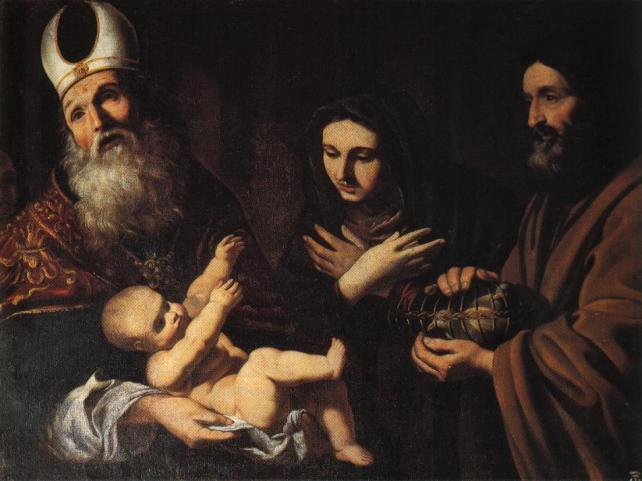
Jesús presentado en el Templo

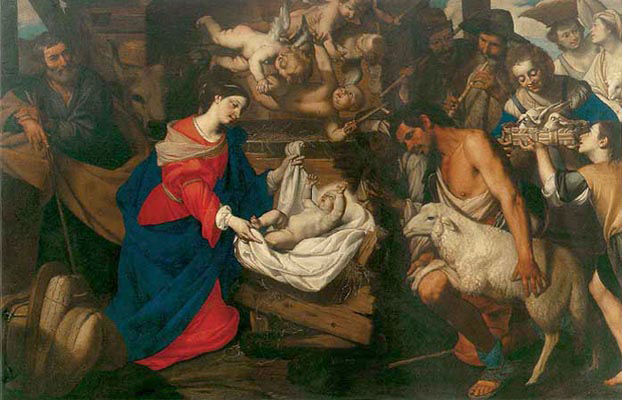
Adoración de los Pastores, Palazzo de Montecitorio, Roma

## Obras destacadas
- Deposición, Museo di San Martino, Nápoles
- San Nicolás de Bari y el niño Basilio, sacristía menor de la Certosa di San Martino, Nápoles (1636)
- Virgen con niño, Certosa di San Martino, Nápoles (1635)
- Madonna della Purità, Iglesia del Divino Amore, Nápoles
- Virgen con San Carlos Borromeo, San Domenico Maggiore, Nápoles
- Gloria de San Antonio, San Lorenzo Maggiore, Nápoles
- Magdalena penitente, Colección privada
- Inmaculada Concepción, San Lorenzo Maggiore, Nápoles
- Martirio di San Lorenzo, iglesia parroquial de Lizzanello
- Matanza de los Inocentes, Museum of Fine Arts, Filadelfia
- Jesús presentado en el Templo, Castillo de Opocno
- Visión d San Antonio de Padua, Gemaldegalerie, Viena
- Adoración de los Pastores, Montecitorio, Roma
- Adoración de los pastores, colección privada, Florencia
- Escarnio de Cristo, Collegio del Preziosissimo Sangue, Albano Laziale, Roma
- Raquel y Jacob, Museo di Capodimonte, Nápoles
- Juicio de Paris, Kunsthistorisches Museum, Viena
- Rapto de Europa, collezione privata napoletana
- Anunciación, San Gregorio Armeno, Nápoles
- Santo Tomás de Aquino recibe el cíngulo de la castidad, Santa Maria della Sanità, Nápoles (1652)
- Baño de Diana, Museo di Capodimonte, Nápoles
- Santo Tomás de Aquino, Santa Maria della Sanità, Nápoles
- San Pedro bautiza a Santa Cándida, San Pietro ad Aram, Nápoles (1654)
- Virgen del sufragio con Santo Domingo y San Cayetano y ángel custodio, Sant'Agata di Puglia (1654)